# 天祥軍營
天祥軍營（英語：Dodwell's Ridge Camp），位於上水丙崗，建於1949年，佔地約17.5英畝，有70多座建築物，於1976年3月1日交回政府，並改建為皇家香港警察少年訓練學校於上水的營地「天祥營」，於1990年2月停用。該地現址為北區醫院，於1998年11月14日啟用。